# 火情
火情（英語：Fire regime）指的是某個地區長期流行的叢林大火和野火的模式、頻率以及強度。火情是火災生態學不可分割的部分，也是某些生態系統用來更新的方式。火情描述火災對景觀的時空模式以及生態系統影響，並提供一種綜合方法來識別火災對生態系統或景觀水平的影響。如果火災過於頻繁，植物會有可能在生長成熟之前或在散佈足夠的種子以確保種群能繁衍之前就被燒掉。如果火災太少，植物可能會在不釋放種子的情況下成熟、衰老和死亡。
火情會隨著地形、氣候和燃料的時空變化而變化。了解歷史上的火情，對於理解和預測未來火情變化，以及火災與氣候之間的相互作用非常重要。 

## 特徵

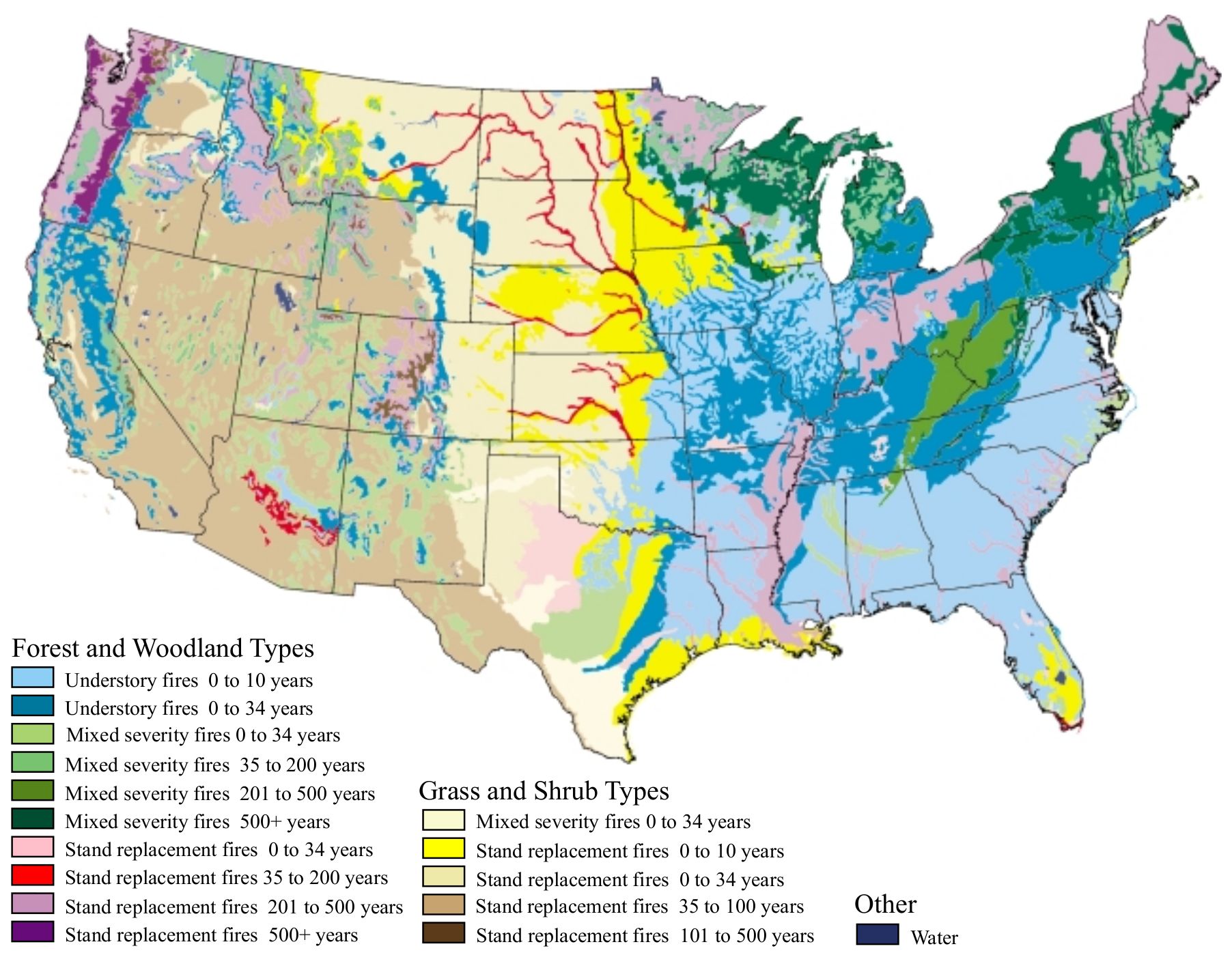
火情依生態系統做分類，火災的嚴重性與頻率與植被型態有關聯。

構成火情的特徵包含有植被組成、燃料結構、氣候和天氣模式以及地形。由於火情高度依賴發生地的景觀和生態系統，因此難以做成標準分類。但以下所述的特徵通常可用來描述大範圍的火災。其他因素，例如擾動之後的演替階段和火災前的景觀管理方式，也可用來描述火災的特徵。氣候會直接影響火災的頻率、規模和嚴重程度，同時也會影響到植被的結構和組成。火災還受到地形、坡地暴露、景觀管理和引燃來源（人為或是閃電所引起）的影響。動物是另一種能夠經由改變控制因素（例如燃料的數量、結構或條件）來影響和改變火情。 
火災的特徵會因地區差異而不同，但通常的評估會針對於植被的影響（嚴重程度）以及特定景觀中發生火災的時間和頻率（即火災間隔和火災進程）。火災嚴重程度是指火災對生態系統的影響，其中包括植物受燒毀的程度、燃燒區域的縱深或其他可能因地點而異的因素。火災間隔指的是火災發生之間間隔的年數，且與空間尺度關聯緊密。火災進程是衡量景觀中火災涵蓋範圍的指標（研究燃燒一塊區域所需的時間）。火災進程的統計最適合用於繪製歷史中大片區域的火災事件地圖。
其他火情分類包括有火災類型（例如地下火災（由植物地下根、森林地表殘屑和其他埋藏的有機物質引燃）、地表火災和樹冠火災）、規模、強度、季節性以及火情的變化程度。地下火災是土壤中的有機物質受炙熱的溫度引燃、地表火災指燃燒落葉、倒下的樹枝和地面植物，而樹冠火災則指的是發生在森林頂層（林冠）的火災。火線強度（Fire-line intensity）指的是於單位時間內釋放的每單位測得能量，通常描述的是有焰燃燒。季節性指的是一年中特定生態系統中的燃料會被點燃的時段。

## 空間與時間尺度
火情具有多種空間和時間尺度的特點，包括有高度特定地點和區域尺度，而涵蓋期間可從幾年到數千年。了解這類尺度中火情的變化對於了解火情、達成保護或管理目標會非常重要。“火災歷史”和“歷史火情”兩者不同。火災歷史是個較為通用的術語，用於衡量景觀中發生火災的頻率。根據歷史資料，可能不足描述這些過往火災事件的類型或嚴重程度。歷史火情描述的是整個景觀的火災特徵，以及生態系統結構和過程之間的關係和相互作用。 

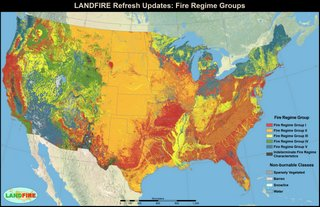
LANDFIRE景觀火災和資源管理規劃工具 (Landscape Fire and Resource Management Planning Tools （LANDFIRE）) 是美國農業部與美國內政部共同開發的火情繪圖和建模系統。

## 地圖繪製
在火災地圖和地圖集中可把最近的火災歷史作記錄，通常採用的是由遙測技術獲取的資料。加拿大國家火災數據庫（Canadian National Fire Databas，http://cwfis.cfs.nrcan.gc.ca/ha/nfdb （页面存档备份，存于） ）存有從1980年以來該國的野火事件，是全球首個全國性的數據庫，但製圖時僅顯示燃燒區域超過200公頃的火災地點。美國有火災嚴重程度趨勢監測項目(Monitoring Trends in Burn Severity (MTBS) Project，https://mtbs.gov/ （页面存档备份，存于） Monitoring Trends in Burn Severity (MTBS) Project），根據衛星數據繪製從1984以年以來發生野火的地圖。 MTBS把燃燒區域內的嚴重程度繪製出，並為美國境內所有野火制定火災範圍和嚴重程度的標準。此類項目可用於模擬野火發生時的氣候和植被之間的相互作用。
景觀火災和資源管理規劃工具 (Landscape Fire and Resource Management Planning Tools （LANDFIRE）) 是美國使用的繪圖和建模系統的另一示例（將火情的頻率與嚴重程度依不同時間尺度分為五級 - 由Fire Regime I到Fire Regime V），此系統收集和分析各種景觀中火情的植物、火災和燃料特徵。 LANDFIRE的獨特之處在於其使用歷史火情和當前火情來剖析兩者特徵之間的差異。此工具根據火災頻率和嚴重程度描述火災狀況，有助於檢測火情隨時間的演進，以評估氣候對區域和景觀尺度對火災的影響。

## 確定火災事件發生時間
了解史上火情有其困難，因為火災歷史的數據並非全然可靠，或是可用。通常是透過對樹木的火痕分析、林分年齡分佈、木炭樣本或長期觀察到的植被變化來識別過去的火災事件。檢查過去的火災事件和歷史火情可提供一種檢查長期植被趨勢和火災與氣候間的相互作用。做詳細與更長的時間段（數千年）的研究，相對於僅檢查幾十年的紀錄，更有助於了解火情的變異性和火災-氣候-植被間的相互作用。研究顯示使用這些確定火災發生時間的方法，可發現過去的氣候與火災頻率和程度之間存在很強的相關性。 
火災歷史數據對於了解過去的火情很有用，但經過火災管理、氣候和植被的變化，在未來並不會發生相同的火情。透過電腦模型檢查過去火災與氣候間的關係是為未來火情變化做預測的最佳方式。

## 火情改變後的影響
能夠倖存並適應當地特定火情的生物群系具有顯著的強項：更強的再生能力、更能抵禦火災和疾病，或者在以前由別的物種佔據的位置取得生長空間。但因火情變化，而讓這類物種開始遭遇困難。例如火災發生的時間間隔縮短，對受火災傷害的物種恢復到干擾前水平的能力產生負面影響，導致需要更長的恢復時間。某些物種（例如再萌櫱植物）與專屬性播種植物相比，就能更好承受不斷變化的火情。但如果火災間隔時間持續縮短，許多被火災傷害的物種可能無法恢復。而延長火災間隔時間會對某些已適應的物種產生負面影響，理由是此類物種依賴火災進行繁殖。在人類點燃的林木更換火災（stand-replacing fires ），具有適應火災的植物群落會在火災事件發生後的第一年即開始進駐。

### 氣候變化

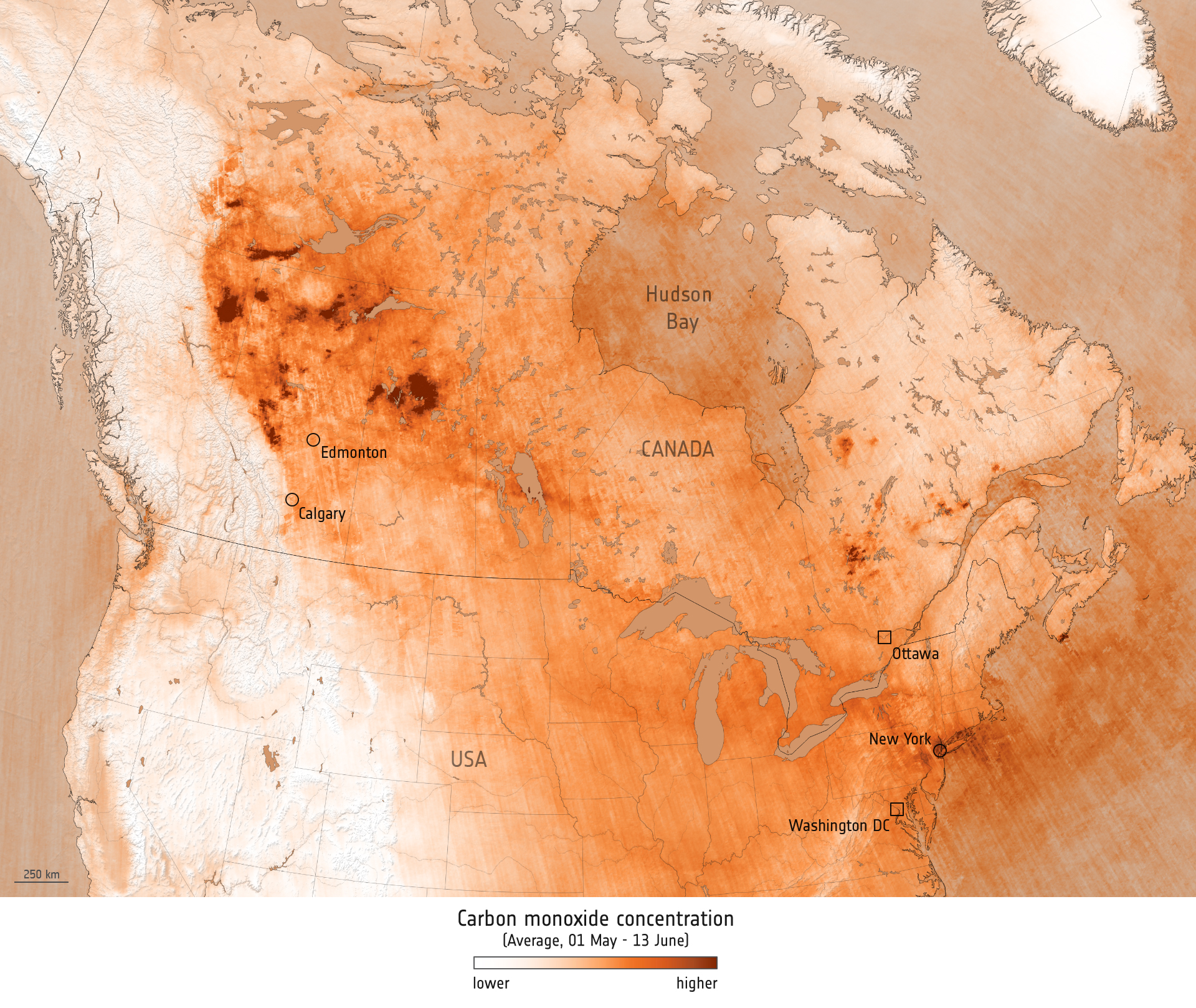
全球變暖升高野火發生的風險，加拿大於2023年5月/6月的各處野火會讓當年成為有史以來最嚴重的一年。由哥白尼計劃發射的衛星Sentinel-5 Precursor所收集的資料製圖，顯示野火產生的一氧化碳濃度分佈（5月1日到6月13日平均值）。橘色越深處表示濃度極高，與火災熱點所在有高度關聯。圖案顯示污染物已漂移至美國紐約市以及大西洋上空。

氣候變化影響到全球的火情，透過電腦模型預測，由於氣候變暖及更為乾燥，會導致火災頻率更高，抑制植物生長。預計不耐火的木本物種，特別經由減少補充、生長和存活，會縮短景觀中火災發生的時間間隔，導致植物局部地區滅絕或是滅絕。最近的一次電腦模擬指出氣候變化導致火情和植物群落變化的影響，預測木本植物滅絕事件將會增加，而導致生態系統結構、組成和碳截存發生變化。氣候變化導致的火災與氣候相互作用，預計將會減少僅依賴種子來繁殖的植物種群進行復育。隨著氣候變得更加溫暖和乾燥，幼苗也難以補充，或根本無法存在。這種火災後補充的轉變表示降水量將會減少，而導致乾旱或乾旱易發年份的增加，回過頭來再造成種子補充概率降低。火災嚴重程度升高後也會加劇種子補充的減少。
氣候變暖預計將會增加全球火災活動次數並延長火災季節。隨著氣溫升高、相對濕度降低、風速增加和乾燃料負載增加，導致火災強度和嚴重程度增加，預計每年極端火災天氣日數將會增加。這些變化將縮短火災間隔時間，繼而減少植物能積累種子的時間，並讓更易燃的物種佔優勢。全球都對這些火災間隔變化進行研究。在澳大利亞東南部所做的一項研究發現，由於野火季節期間延長而導致北歐花楸（mountain ahs）的分佈區域有達87%遭到燒毀 ，而隨後未成熟的北歐花楸再度遭到燒毀，導致物種未能完全再生，森林覆蓋因此轉變為灌木叢和草原。這類模式也出現位於北美洲西部濃密常綠闊葉灌叢地區的地中海森林、疏林和灌叢之中。這些氣候變化加上火災頻率增加，以及火災間隔時間縮短，導致植物群落的生長速度、繁殖速度均發生變化，也把擾動後的補充率降低。

## 舉例
野火在澳大利亞尤其重要，因為當地原住民採刀耕火種的農作方式，而經常引起的火災使得澳大利亞的大部分植被得以進化。因此當地植被已適應並依賴特定的火情。而將此火情破壞會影響它們的生存。依賴火情的物種的其中一例是佛塔樹屬，它對火災敏感且具有延遲發芽特性。火災對於佛塔樹屬也會引發種子釋放，以確保種群得以恢復。在理想的火情下，植物有足夠的時間成熟並建立足夠大的種子庫，然後在下一次火災發生時觸發種子釋放。
美國大部分地區受到加利福尼亞濃密常綠闊葉灌叢生態區覆蓋，依賴週期性自然野火來達到最佳的健康和更新目的。[3]一項研究顯示上個世紀城鄉交界地區和撲滅野火作業不斷增加，導致人們更容易遭受次數減少，但更為嚴重的野火侵襲。研究稱滅火行動會導致針葉林的燃料增加。[4]但經過對1910年到1999年加州全州火災歷史數據庫（California Statewide Fire History Database）分析，發現實際上火災的發生頻率和焚燒面積並沒下降，同時火災規模也沒增加。根據美國地質調查局（USGS）所進行的研究，常綠叢林滅火作業與針葉林的並不同，不會影響到自然火情。

## 入侵物種產生的影響

### 絹雀麥
將北美洲西部火情改變的入侵物種的其一例是絹雀麥。蛇河平原三齒蒿的史上火災發生時間間隔為60到110年，但目前由於絹雀麥的存在，每隔5年就會發生一次。絹雀麥是一種可持續供應的燃料來源，把生態系統中的燃料特性做了改變。頻繁的火災讓原生植被很難，甚至不可能完全恢復。

### 巴西肖乳香

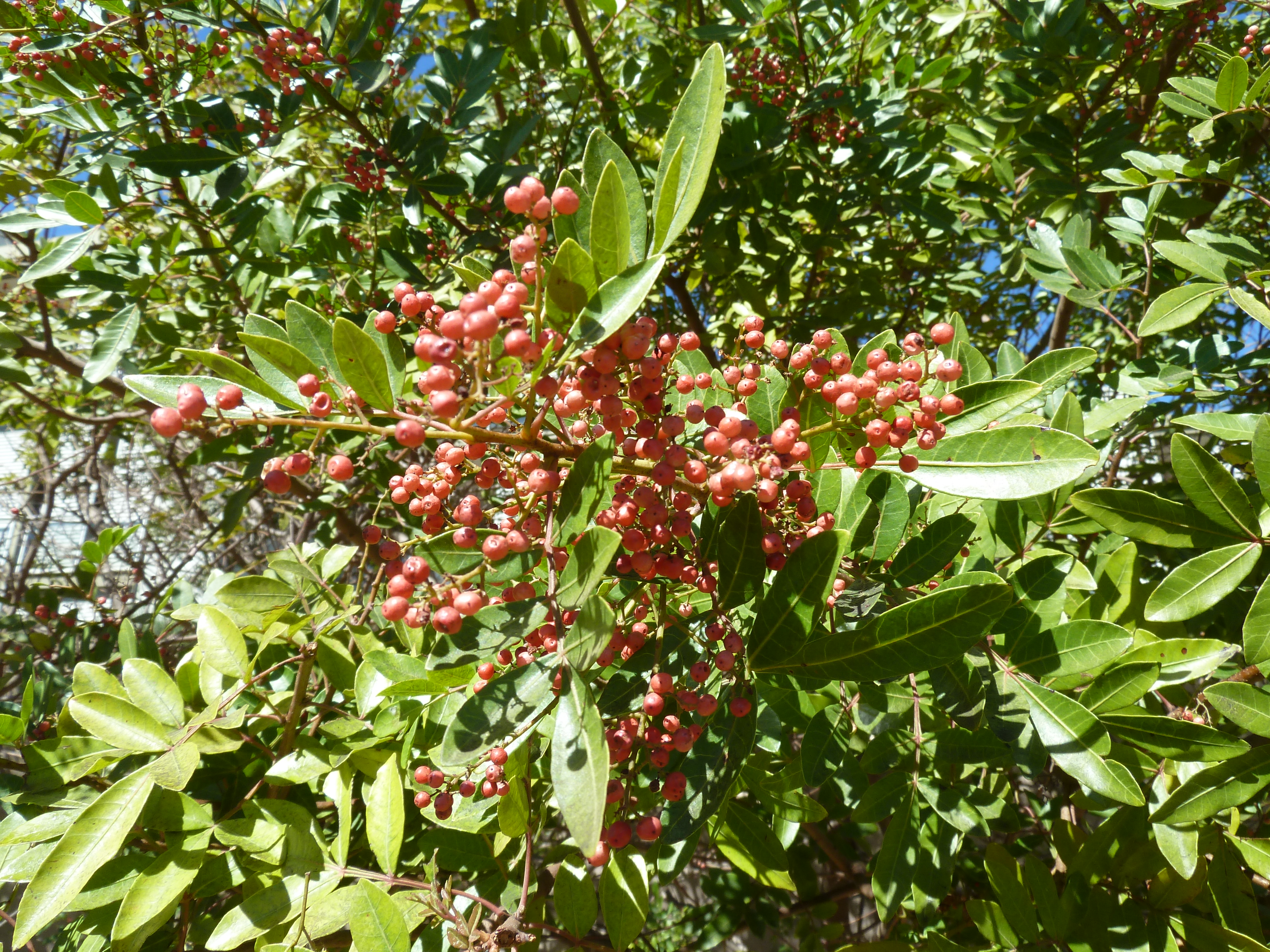
來自南美洲的巴西肖乳香已侵入美國東南部原生植物群落，造成火災的頻率、嚴重程度，以及生態系統的變化。

另一例會影響火情的入侵物種是巴西肖乳香（Schinus terebinthifolia）在本地植物群落中的擴散。這種植物原產於巴西、阿根廷和巴拉圭，最初引入當作觀賞物種，但如今已在其原生地區之外各處（澳大利亞、南非、地中海地區、南亞和美國東南部）紮根。巴西肖乳香經常出現在受干擾的土壤和基質中，經常會勝過本土植物群落，創造出類似單一耕作的現象。美國佛羅里達州南端大沼澤地國家公園附近地區尤其受到其傳播的影響。一研究報告稱在6個100平方米（1,100平方英尺）的地塊內只剩7個物種存在。當此物種進入一個地區時，會形成一亞冠層，通常會壓制當地草類和地被物種，而將景觀的植被覆蓋和密度改變，繼而把火情改變。
巴西肖乳香具有適應火災的能力，在火災發生後會快速發芽，植物大小和林分密度對於火災後的反應很重要，其中較年輕的植物死亡率較高。火災頻率在此物種生長過程中有一定作用，經常發生火災的地區會比較少發生地區有出較低的植物豐度。最近的一個模型發現在每4年發生一次的火災，將在25年內將最初種植的100株雌性巴西肖乳香消滅。在西肖乳香生長處，由於防火措施和人類居住的緣故，火情發生很大的變化。史上這些地區經常發生低度的火災。巴西肖乳香會創造陰涼潮濕的林下植被，減少史上經常發生火災的地區的燃料負荷，而把火災發生時間間隔拉長，會對已適應火災的植物群落產生負面影響。

## 外部連結
- USGS: Fire Ecology Research （页面存档备份，存于）
- California Chaparral Institute website （页面存档备份，存于）
- LandFire: Fire Regime Groups （页面存档备份，存于）